# Deutsche Märchenstraße
| Deutsche Märchenstraße       | Deutsche Märchenstraße                                    |
| Basisdaten                   | Basisdaten                                                |
| ---------------------------- | --------------------------------------------------------- |
| Gesamtlänge:                 | circa 600 km                                              |
| Bundesländer:                | Bremen Hessen Niedersachsen Nordrhein-Westfalen Thüringen |
| Regionen:                    | Westdeutschland                                           |
| Verlaufsrichtung:            | Süd – Nord                                                |
| Beginn:                      | Hanau                                                     |
| Ende:                        | Bremen                                                    |
| Routen:                      | 2                                                         |
| Übersichtskarte              |                                                           |
| Karte Deutsche Märchenstraße |                                                           |

Die Deutsche Märchenstraße ist eine Ferienstraße in Deutschland. Seit 1975 führt die Route von der hessischen Brüder-Grimm-Stadt Hanau im Kinzigtal über 600 Kilometer bis ins norddeutsche Bremen, der Stadt der Bremer Stadtmusikanten. Sie reiht die Lebensstationen der Brüder Grimm sowie Orte und Landschaften, in denen ihre Märchen beheimatet sind, an einem Reiseweg aneinander.

## Geschichte
Am 11. April 1975 wurde in Steinau an der Straße die „Arbeitsgemeinschaft Deutsche Märchenstraße“ gegründet. Neben der Freien Hansestadt Bremen und einigen Landkreisen traten ihr 40 Städte und Gemeinden bei. Idee war, ausgehend von einer Initiative des hessischen Staatsministers Herbert Günther, die touristische Attraktivität der Region zu stärken. Seit dem 1. Januar 2007 hat der dazu gegründete Verein „Deutsche Märchenstraße e. V.“ mit einer selbstständigen Geschäftsstelle im „Haus der Wirtschaft“ in Kassel die Trägerschaft von der nicht eingetragenen Arbeitsgemeinschaft übernommen.

## Sehenswürdigkeiten
Die Deutsche Märchenstraße führt durch viele unterschiedliche Landschaften mit acht Naturparks wie beispielsweise dem Naturpark Hessischer Spessart, Naturpark Vulkanregion Vogelsberg, Naturpark Kellerwald-Edersee, Geo-Naturpark Frau-Holle-Land (Werratal.Meißner.Kaufunger Wald), Naturpark Habichtswald und dem Naturpark Weserbergland.
Wichtige Stationen in thematischer Hinsicht sind die Brüder-Grimm-Städte Hanau, Steinau, Marburg und Kassel. In Kassel befindet sich das 2005 von der UNESCO zum Weltdokumentenerbe erklärte Kinder- und Hausmärchenbuch der Brüder Grimm, herausgegeben 1812.
Auch von Bedeutung in Bezug zum Thema Märchen sind Alsfeld mit dem Rotkäppchenhaus, Bad Wildungen mit dem Schneewittchenmuseum, Baunatal als Ort der Märchenerzählerin Dorothea Viehmann, der Hohe Meißner als Hausberg der Frau Holle, der Reinhardswald mit dem Dornröschenschloss Sababurg, Hameln als Rattenfängerstadt, Bad Oeynhausen mit dem Deutschen Märchen- und Wesersagenmuseum und Bremen als Stadt der Stadtmusikanten.
Bedeutende Sehenswürdigkeiten sind die zahlreichen mittelalterlichen Stadtbilder wie z. B. von Alsfeld (schon 1975 als Europäische Modellstadt für Denkmalschutz vom Europarat ausgezeichnet), Hann. Münden mit rund 700 Fachwerkbauten im historischen Stadtkern, Fritzlar als fast 1300-jährige Dom- und Kaiserstadt und Hameln als bedeutende Stadt der Weserrenaissance.
Einmalig sind die barocken Anlagen des Schlosses Philippsruhe in Hanau sowie die Wasserspiele im Bergpark Kassel-Wilhelmshöhe und das zum Weltkulturerbe der UNESCO gehörende Rathaus und der Roland in der Stadtmusikantenstadt Bremen.
2012/2013 fand das 200-jährige Jubiläum des Kinder- und Hausmärchenbuchs der Brüder Grimm mit Feierlichkeiten statt. Zahlreiche weitere Veranstaltungen, Open-Air-Feste, Ausstellungen und Theater zum Thema Märchen werden alljährlich durchgeführt. „Sagenhaft. 200 Jahre Deutsche Sagen der Brüder Grimm“ lautet das Motto des Grimm-Jubiläums 2016 bis 2018 an der Deutschen Märchenstraße. Denn 1816 und 1818 haben die Brüder Grimm in zwei Bänden erstmals 585 „Deutsche Sagen“ veröffentlicht.
Seit 2025 ist das Iba-Sagen- und Märchenstraßenarchiv in der Dornröschenstadt Hofgeismar, zusammen mit der Tourist-Information, dem Naturpark Reinhardswald und einer Zweigstelle der Deutschen Märchenstraße in dem historischen Fachwerkhaus von 1560, Markt 5, untergebracht. Schwerpunkt des Iba-Sagen- und Märchenstraßenarchivs, das mit der Stadtbücherei Hofgeismar vernetzt ist, sind Materialien (Bücher, Broschüren, Prospekte, Fotos, Korrespondenz des Gründers etc.) über die Deutsche Märchenstraße, die Brüder Grimm u. a. m.

## Streckenverlauf

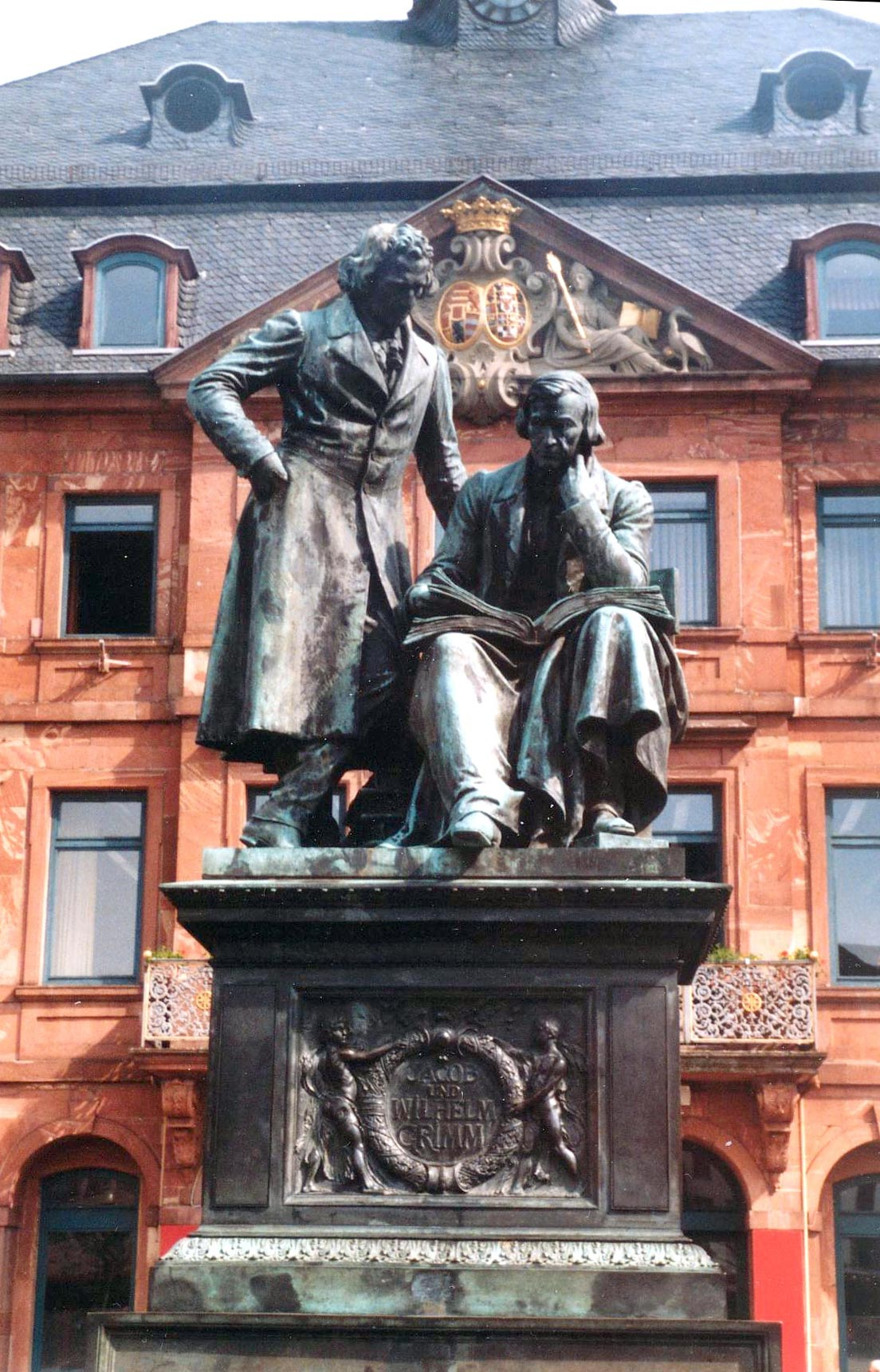
Brüder-Grimm-Denkmal in Hanau

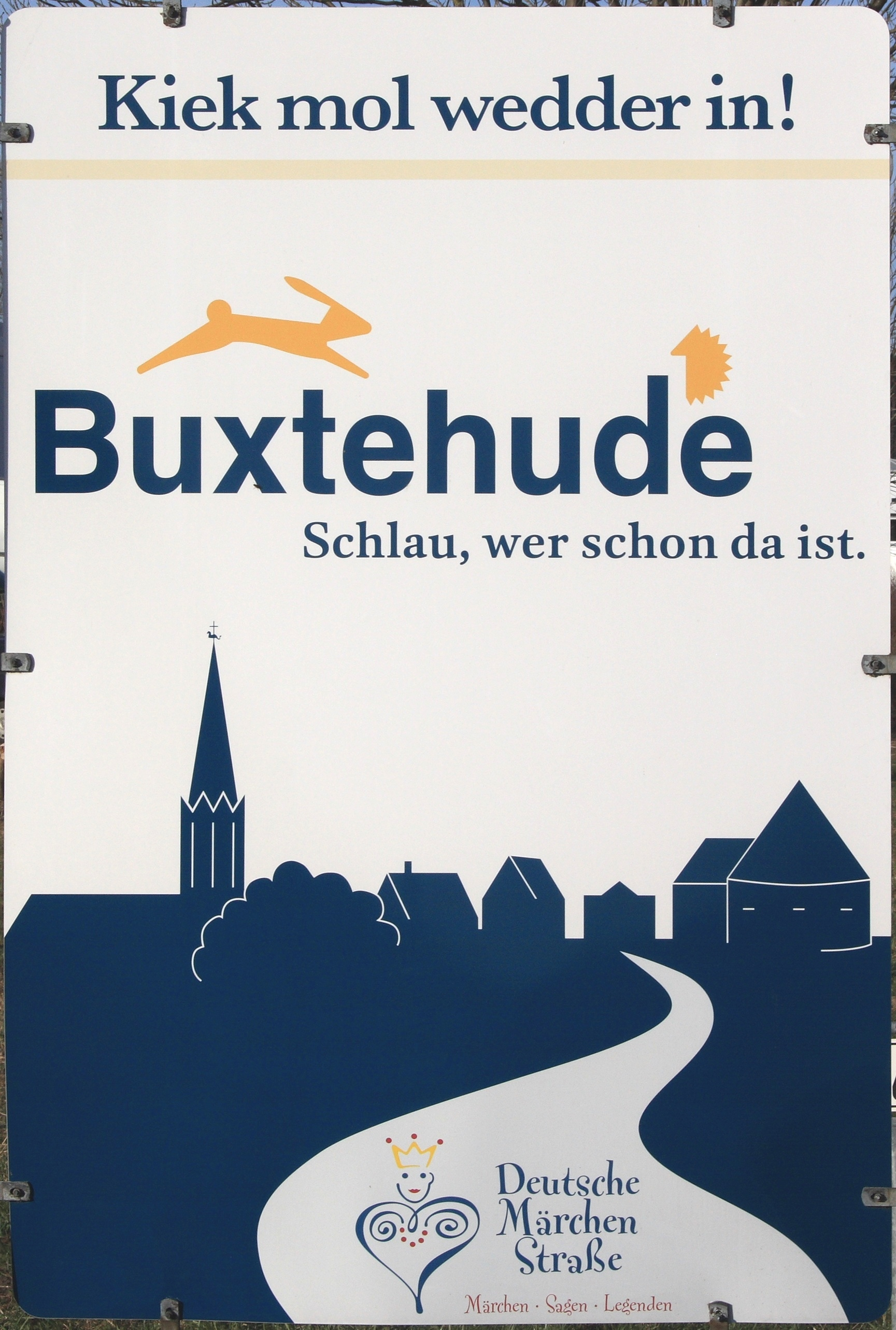
Hinweis auf die Märchenstraße am Ortseingang in Buxtehude

Die Deutsche Märchenstraße führt von Süden nach Norden an folgenden Orten und Sehenswürdigkeiten vorbei:

### Zwischen Hanau und Lahntal
- Hanau, Geburtsort der Brüder Grimm, Austragungsort der Brüder Grimm Märchenfestspiele, Abteilung im Historischen Museum Hanau
- Gelnhausen: Sagen über „Barbarossa“, Brentanos Kunstmärchen Gockel, Hinkel und Gackeleia
- Steinau an der Straße: Brüder Grimm-Haus – Museum zu Leben, Werk und Wirkung der Brüder Grimm in dem Haus, in dem sie ihre Kindheit und Jugend verbracht haben
- Freiensteinau: Christkindleins Wiege und weitere Sagen von Theodor Bindewald
- Grebenhain: Die Teufelsmühle zu Ilbeshausen
- Herbstein: In Altenschlirf wurde der Sagensammler Theodor Bindewald geboren
- Marburg: Studienort der Brüder Grimm, Legenden über die Heilige Elisabeth
- Lahntal-Goßfelden: Wirkungsstätte des Malers Otto Ubbelohde (Illustrationen der Kinder- und Hausmärchen und der Deutschen Sagen der Brüder Grimm)
- Rauschenberg: „WanderMärchenWeg“, Märchenwald

### Zwischen Alsfeld und Fritzlar (Rotkäppchenland)
- Alsfeld, Märchenhaus, Hexentanzplatz auf dem Bechtelsberg
- Marburg, Beginn der Erforschung der Volksliteratur durch die Brüder Grimm
- Lahntal, Otto-Ubbelohde-Haus
- Frankenberg (Eder), Sage: Die Frau unter den Wichtelmännchen
- Willingshausen, Ludwig Emil Grimm, Bruder von Jacob und Wilhelm Grimm, war Mitbegründer der Willingshäuser Malerkolonie
- Schwalmstadt, Märchenbeiträgerin Friederike Mannel und Märchenbeiträger Ferdinand Siebert für die Kinder- und Hausmärchen der Brüder Grimm
- Neukirchen, Märchenhaus, märchenhafte Exponate in der Innenstadt
- Knüllwald sagenumwobene Kirche von Remsfeld
- Homberg/Efze, Die Weiße Frau zu Homberg (Sage), Brüderchen und Schwesterchen-Brunnen
- Fritzlar, Der heilige Bonifatius und die Donareiche (Sage)
- Bad Wildungen, Schneewittchen-Dorf Bergfreiheit
- Waldeck, Die Zwerge vom Treustein (Sage)
- Gudensberg, Die Blaue Blume und der Hirt am Odenberg (Sage)
- Niedenstein, Die Hunde (Sage)
- Wolfhagen, Der Wolf und die sieben jungen Geißlein
- Schauenburg, Schauenburger Märchenwache
- Baunatal, Geburtsort der Märchenerzählerin Dorothea Viehmann
- Kassel, Gymnasiumsbesuch der Brüder Grimm, Wohnort für ca. 30 Jahre, Brüder-Grimm-Museum; im Ortsteil Niederzwehren lebte die „Viehmännin“, eine der Hauptquellen der Grimm’schen Märchen

### Zwischen Kassel und Fürstenberg
Zwischen Kassel und Fürstenberg bieten sich zwei verschiedene Strecken an:

#### Frau-Holle-Route

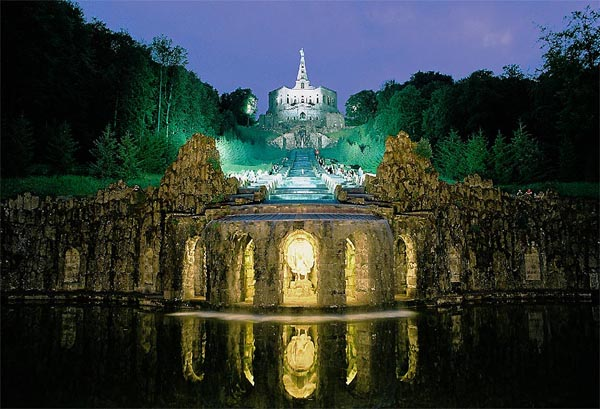
Kassel: Kaskaden mit Herkules

- Kassel, Grimmwelt Kassel, Niederzwehren: Wohnort der Märchenerzählerin Dorothea Viehmann
- Nieste, Der Niester Riese (Sage)
- Kaufungen, Die heilige Kunigunde
- Helsa, Der Honighof und Frau Holle (Sage)
- Hessisch Lichtenau, Holleum, Frau-Holle-Park
- Melsungen, Bartenwetzer
- Morschen, ehem. Kloster Haydau, Äbtissin Gertrud von Haydau
- Rotenburg an der Fulda, Die Bornschisser (Sage)
- Bad Sooden-Allendorf, Die Goldmarie und die Pechmarie
- Mackenrode, Märchenpark
- Witzenhausen, Auszug der Wichtel aus dem Burgberg bei Ermschwerd (Sage)
- Heilbad Heiligenstadt, Warum die Heiligenstädter die Möhrenkönige heißen (Sage)
- Ebergötzen, Wilhelm Busch Max und Moritz
- Bovenden, Burg Plesse, 2 Geschichten erschienen in Deutsche Sagen der Brüder Grimm (Das stille Volk zu Plesse; Die Schwanringe zu Plesse)
- Göttingen, Wirkungsstätte der Brüder Grimm als Professoren und Bibliothekare
- Wesertal, Das Fährhaus (Sage)

#### Dornröschen-Route

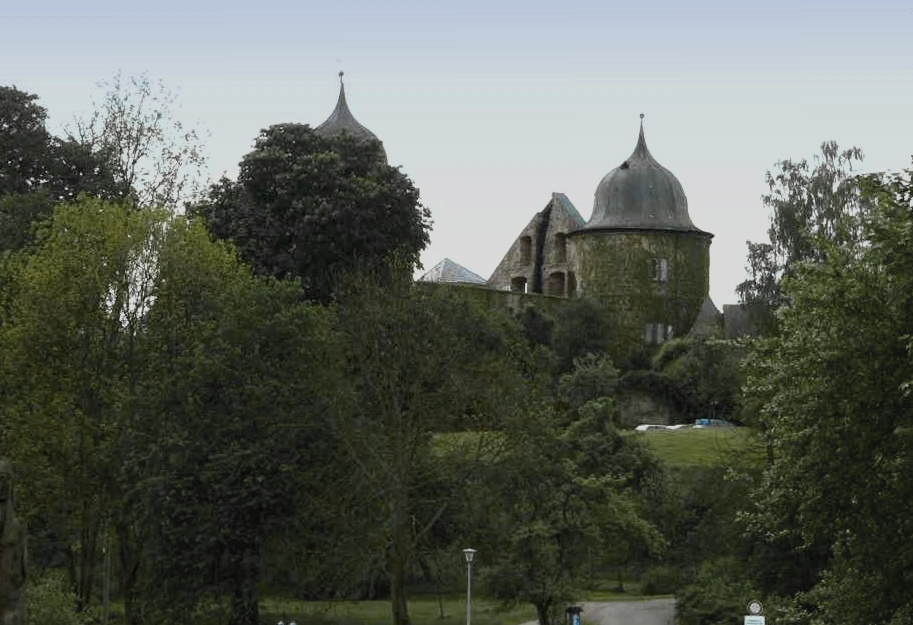
Dornröschenschloss Sababurg

- Kassel, Grimmwelt Kassel, Niederzwehren: Wohnort der Märchenerzählerin Dorothea Viehmann
- Hann. Münden, Sterbeort des Doktor Eisenbart
- Reinhardswald, Dornröschen-Schloss, Sababurg
- Grebenstein, Das verzauberte Burgfräulein (Sage)
- Hofgeismar, Der Würfelturm zu Hofgeismar (Sage)
- Trendelburg, Rapunzel
- Wesertal, Schneewittchen, kunstgeschichtlich bedeutende romanische Klosterkirche Lippoldsberg
- Bad Karlshafen, Hugenottenstadt

### Zwischen Fürstenberg und Bremen

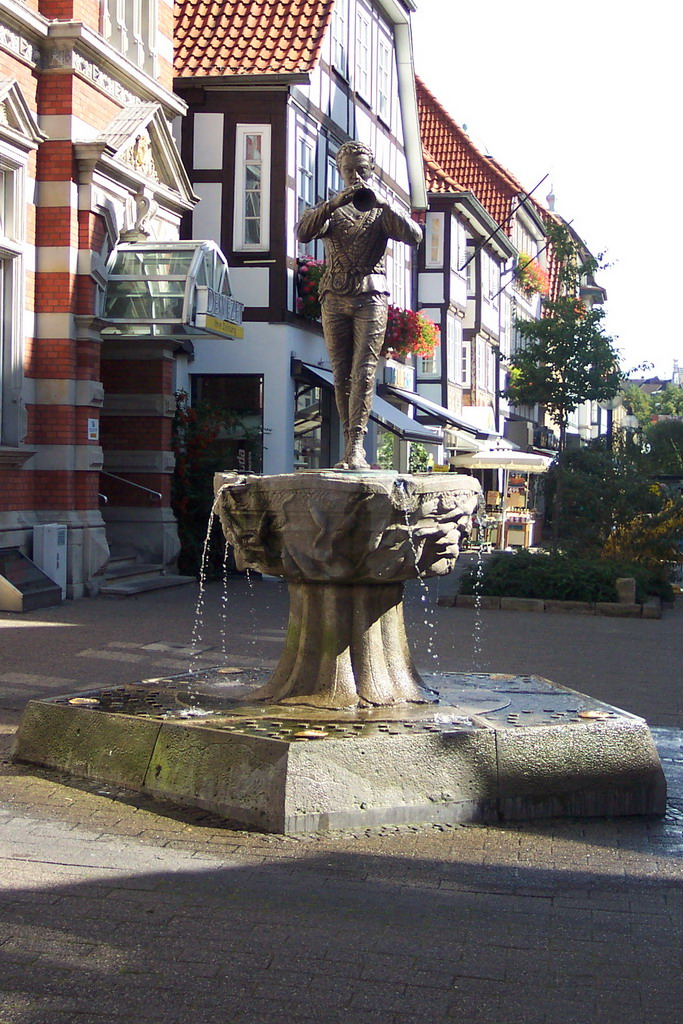
Hameln: Rattenfängerbrunnen

Ab Fürstenberg verläuft die Märchenstraße wieder gemeinsam:
- Fürstenberg Porzellanmanufaktur
- Holzminden, Der Wilde Jäger Hackelberg
- Polle, Aschenputtel
- Schieder-Schwalenberg, Die Sage von der Burg Schwalenberg und dem Stadtwasser
- Lügde, sagen- und märchenumwobener Köterberg
- Bodenwerder, Baron Münchhausen
- Hameln, Rattenfänger von Hameln
- Hessisch Oldendorf, Die Sage vom Baxmann
- Bad Oeynhausen,Deutsches Märchen- und Wesersagenmuseum
- Wiedensahl, Wilhelm Busch
- Nienburg/Weser, Ich bin die kleine Nienburgerin (Lied)
- Hoya, Zwergensage Der Graf von Hoya
- Verden, Klaus Störtebeker
- Buxtehude, Der Hase und der Igel
- Bremen, Bremer Stadtmusikanten

## Impressionen

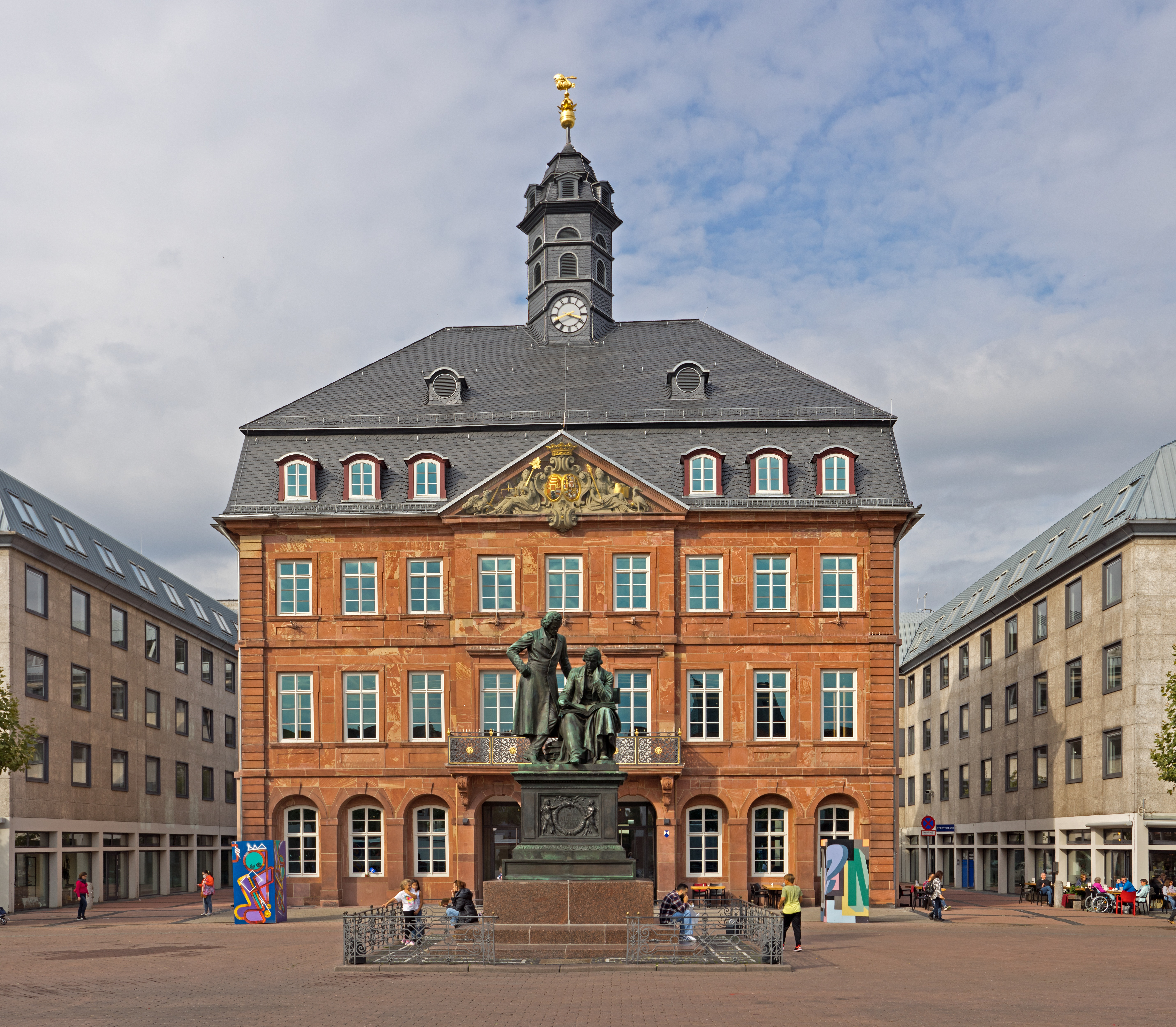
Hanau, Neustädter Rathaus mit Brüder-Grimm-Nationaldenkmal
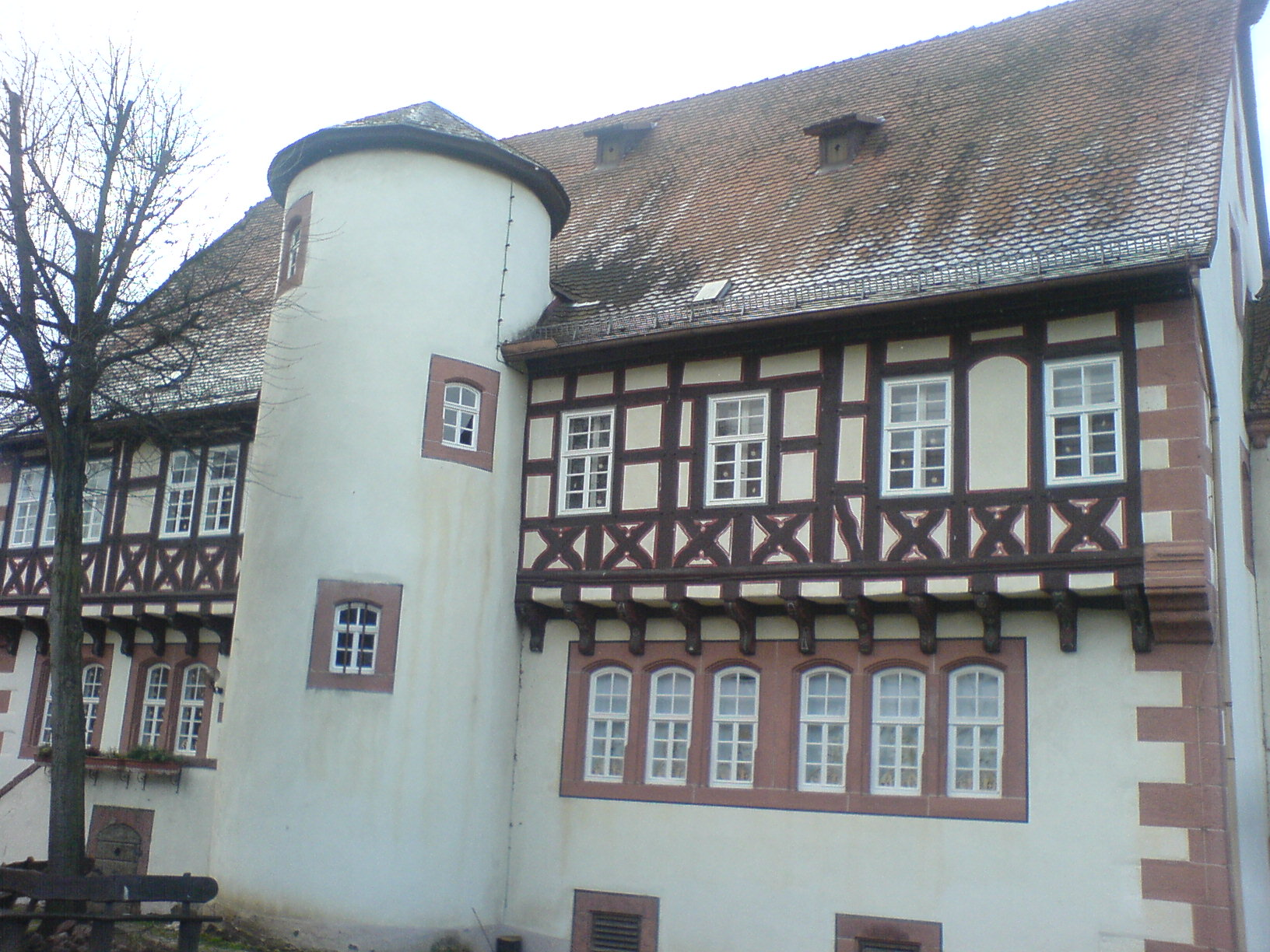
Steinau an der Straße, Brüder Grimm-Haus
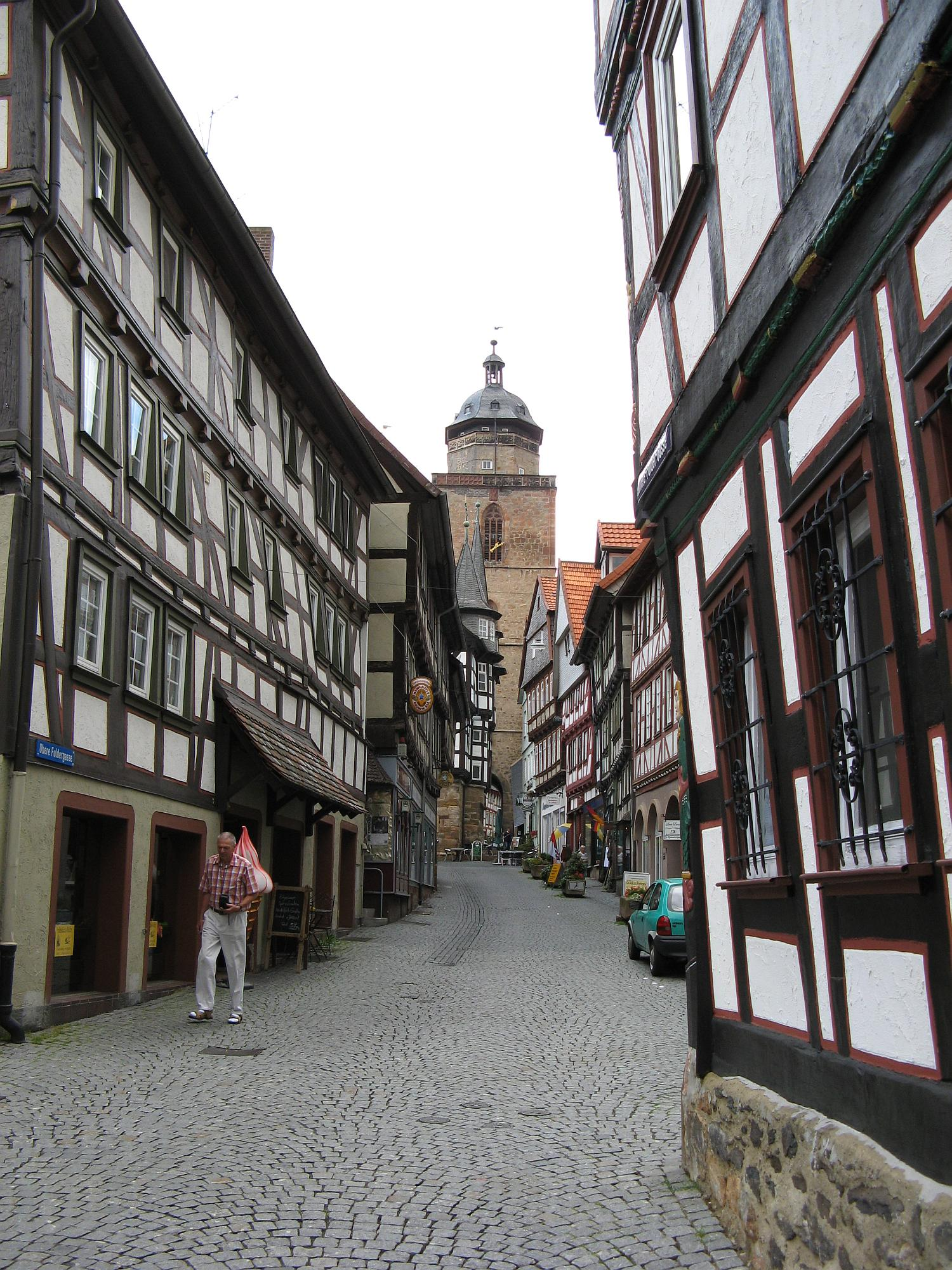
Alsfeld, Fachwerkstraße
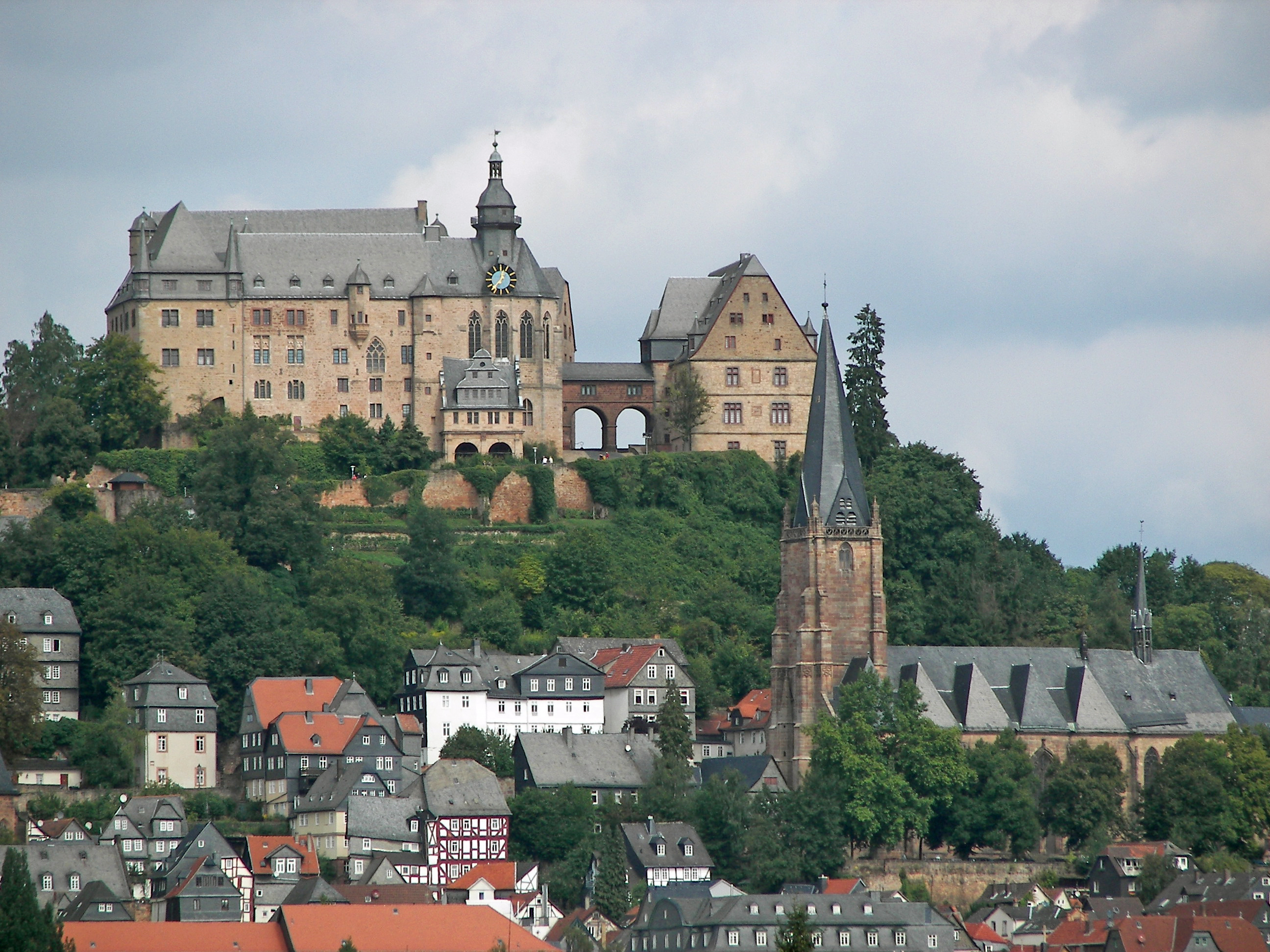
Marburg, Marburger Schloss
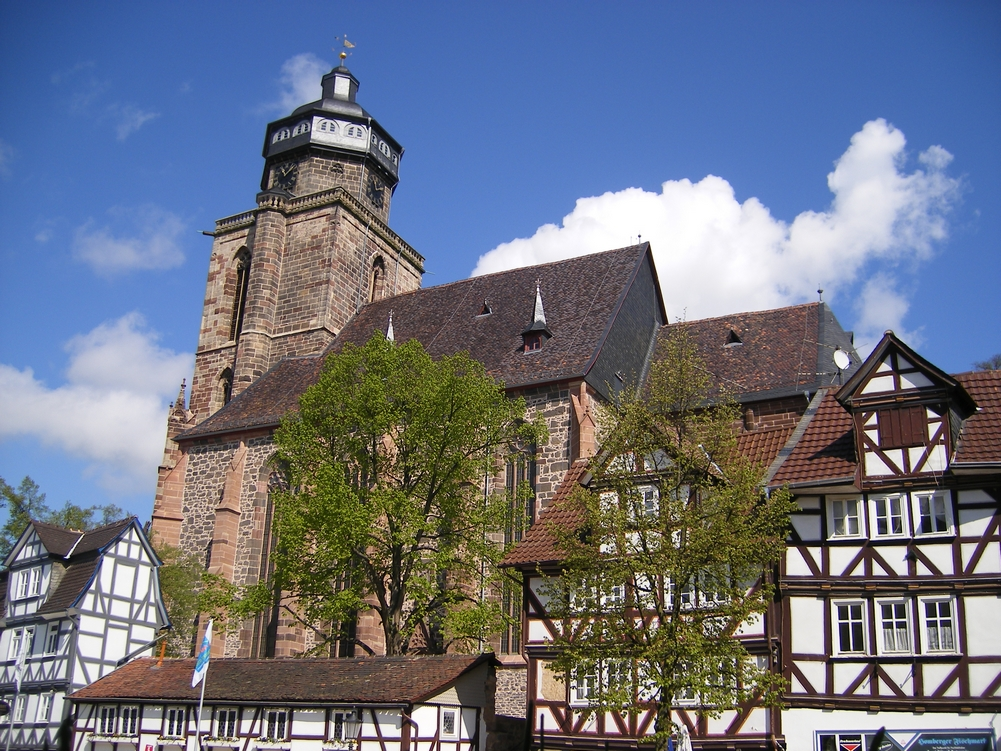
Homberg, Marktplatz
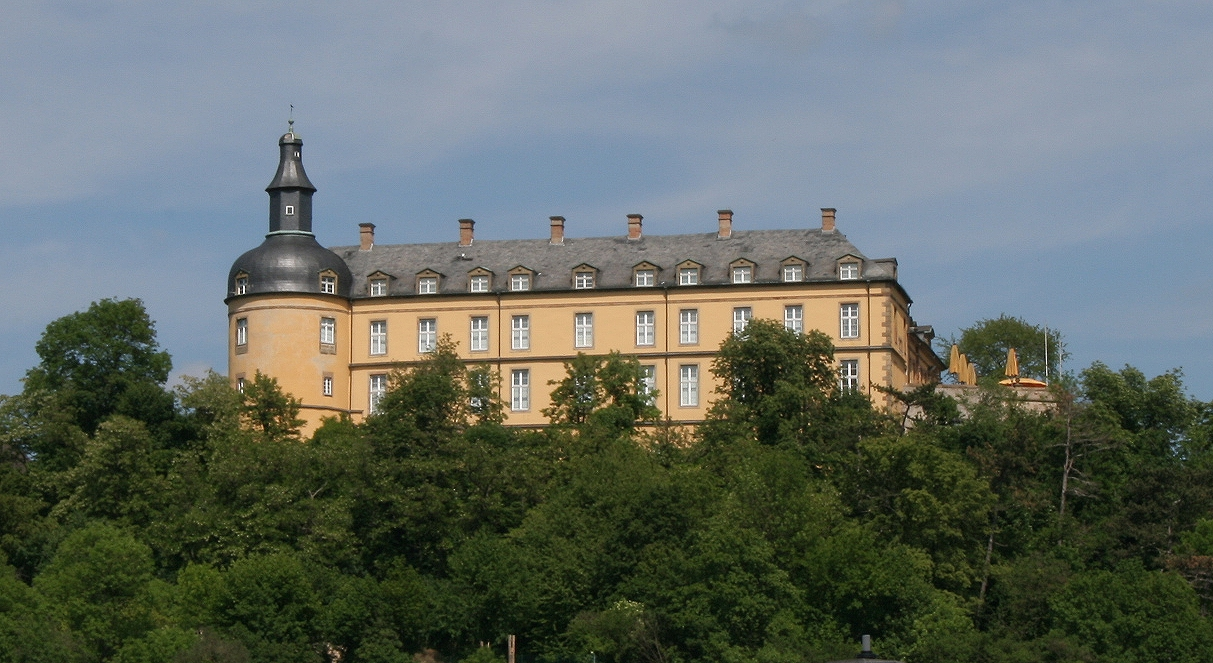
Bad Wildungen, Schloss Friedrichstein
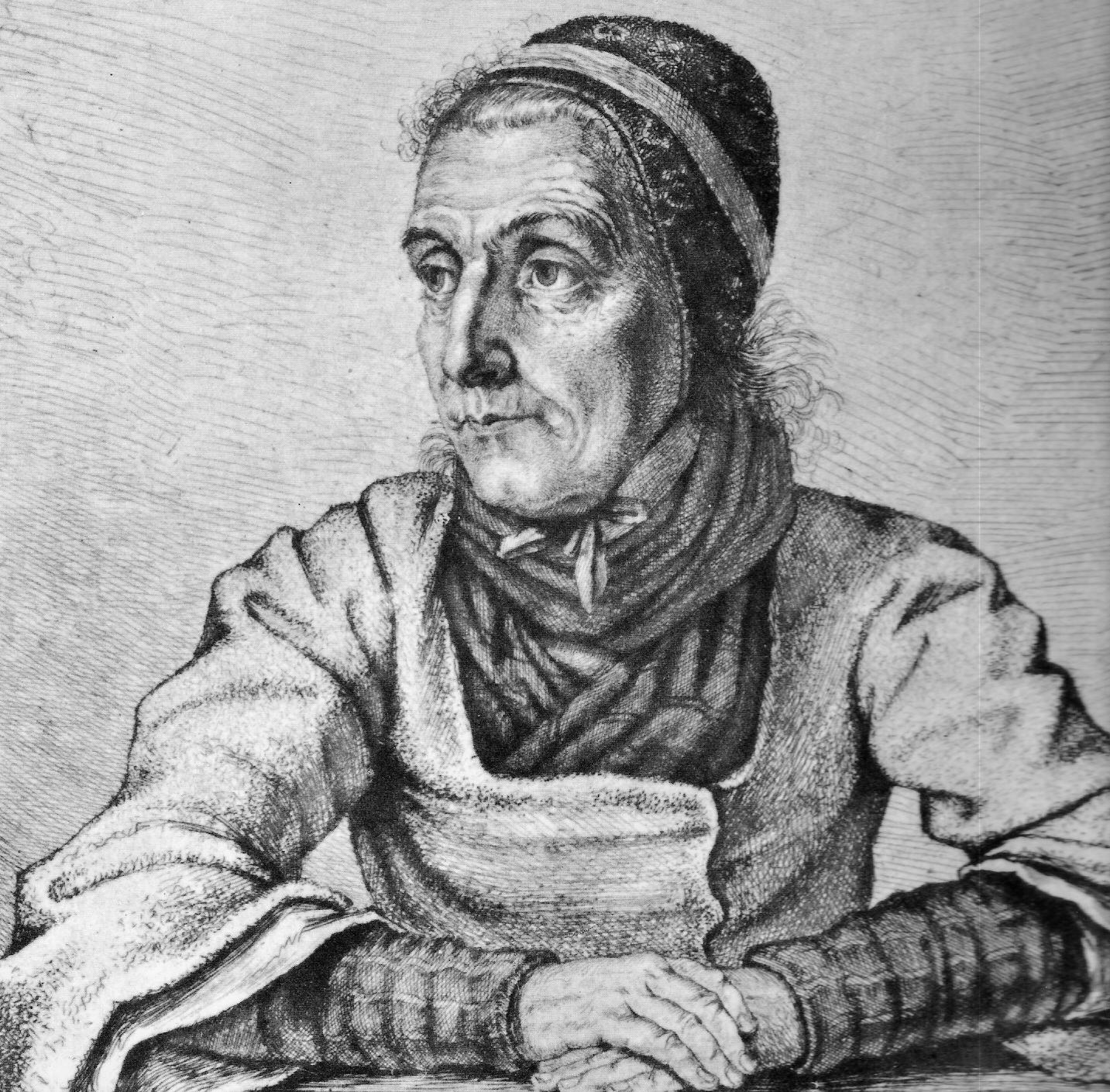
Baunatal, Geburtsort von Dorothea Viehmann
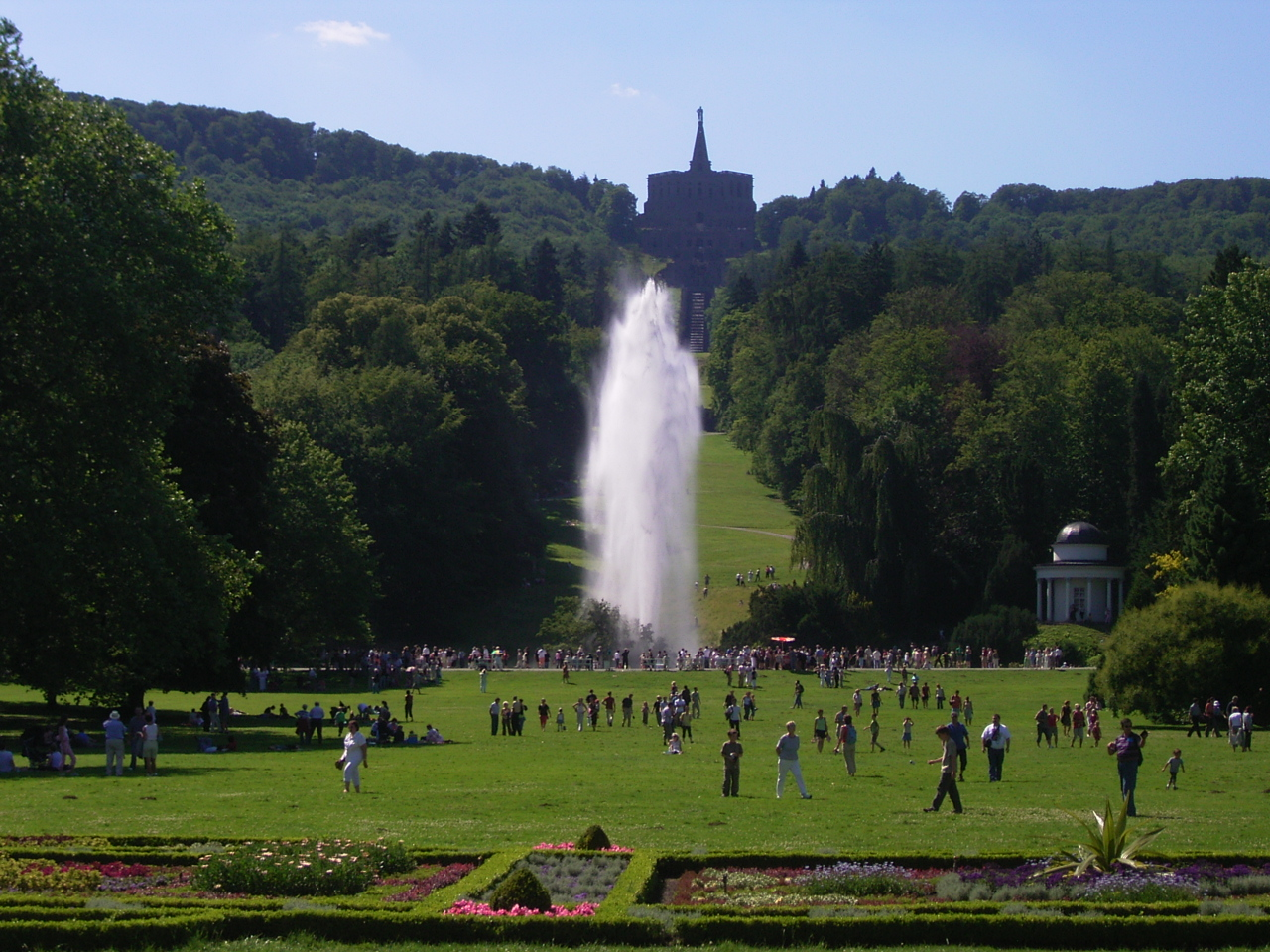
Kassel, Bergpark Wilhelmshöhe
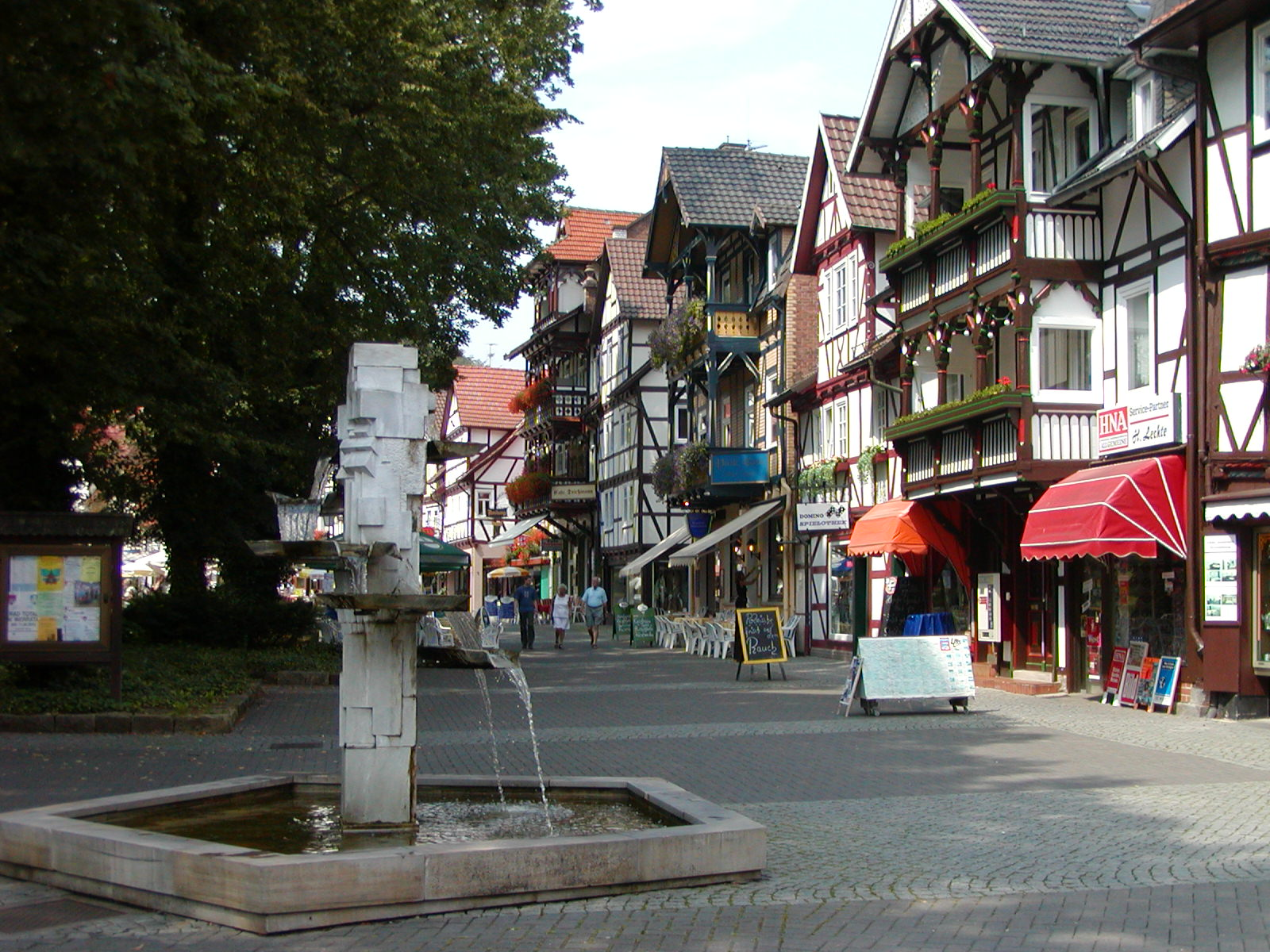
Bad Sooden-Allendorf, Fußgängerzone
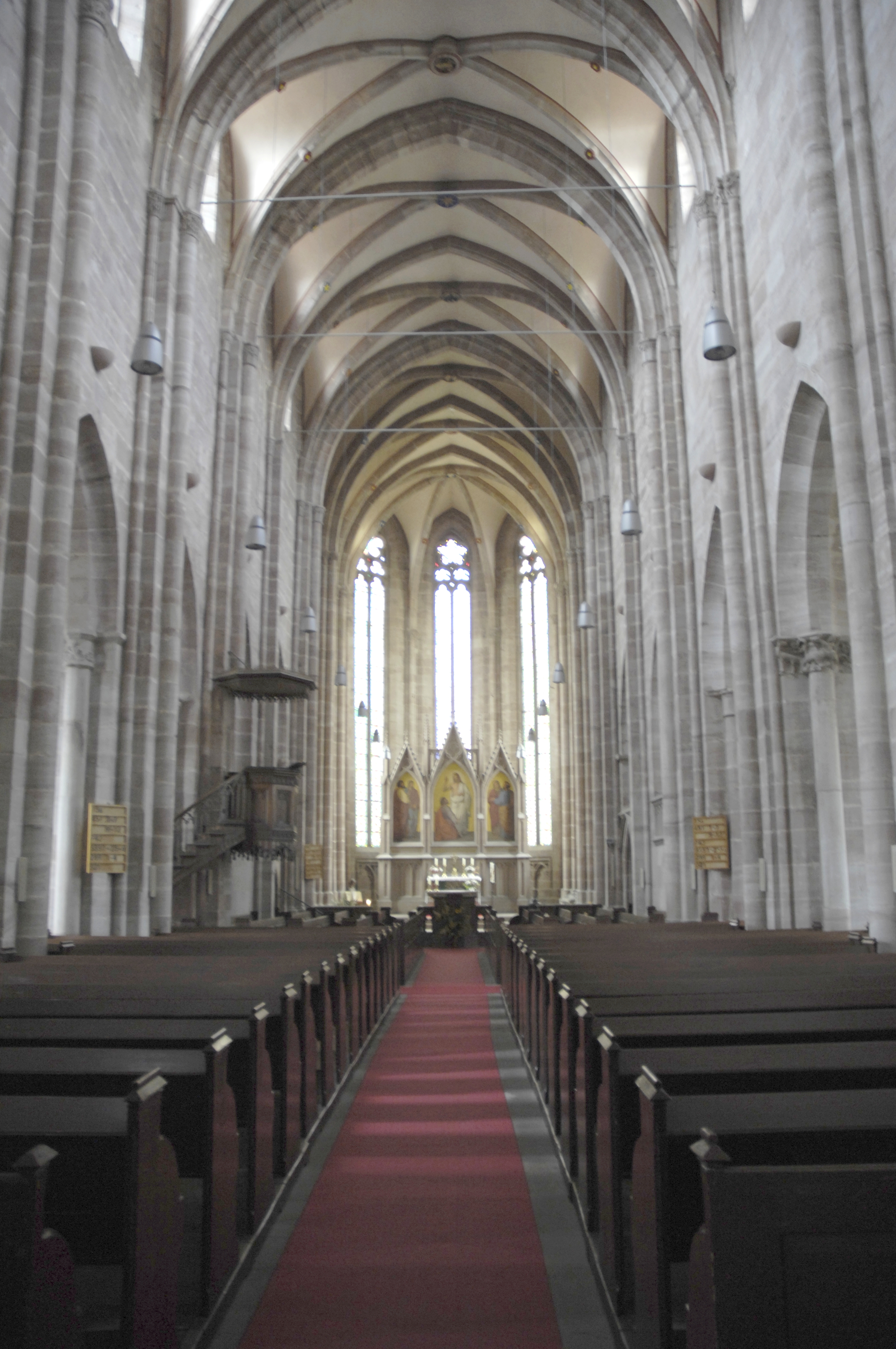
Heilbad Heiligenstadt, St. Martin
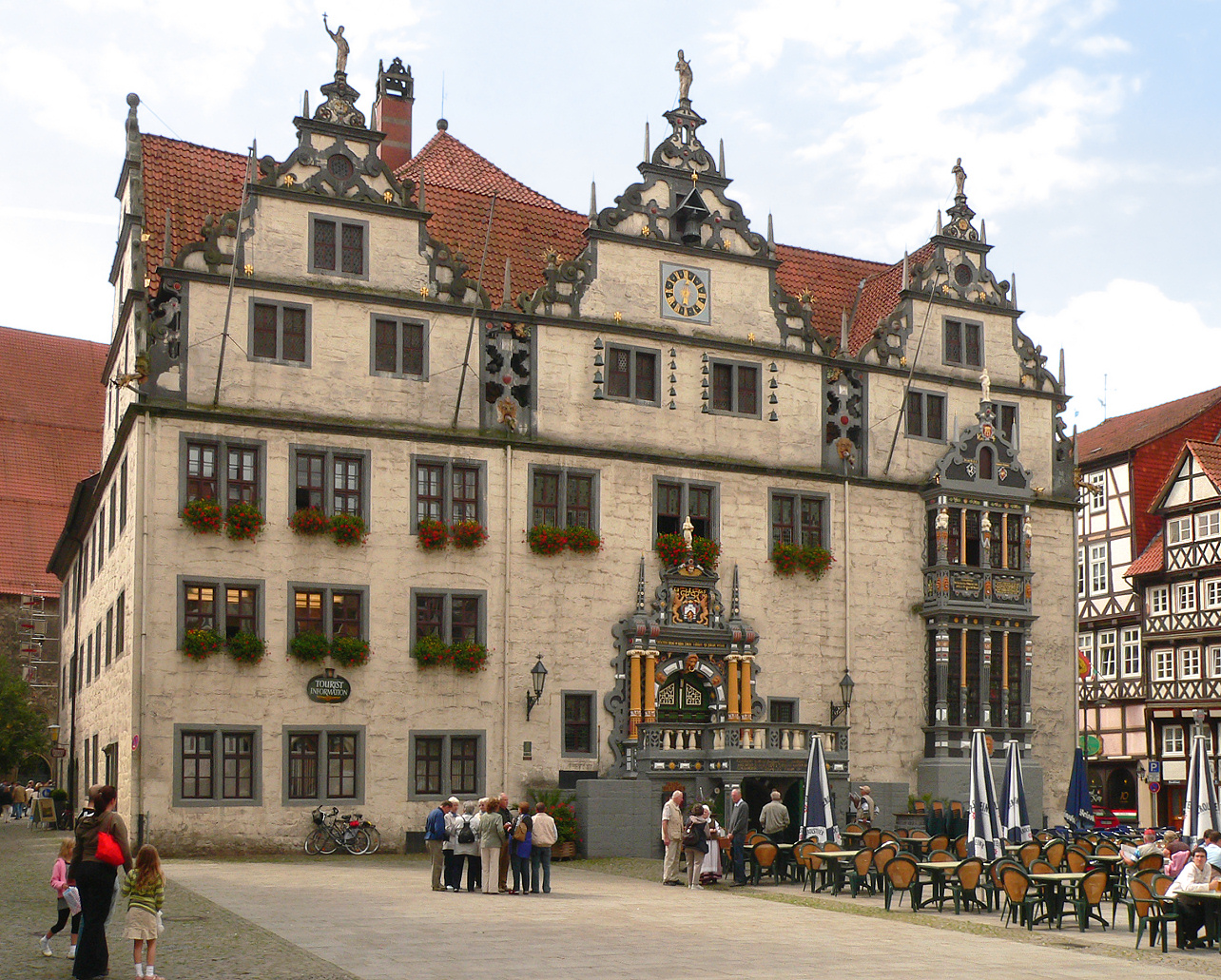
Hann. Münden, Rathaus
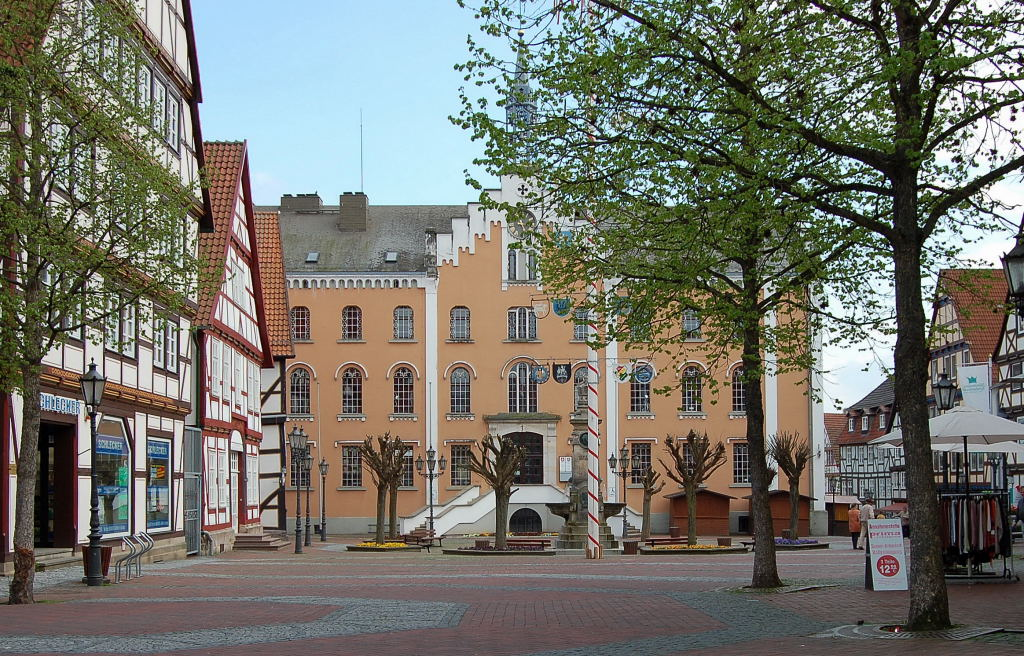
Hofgeismar, Rathaus
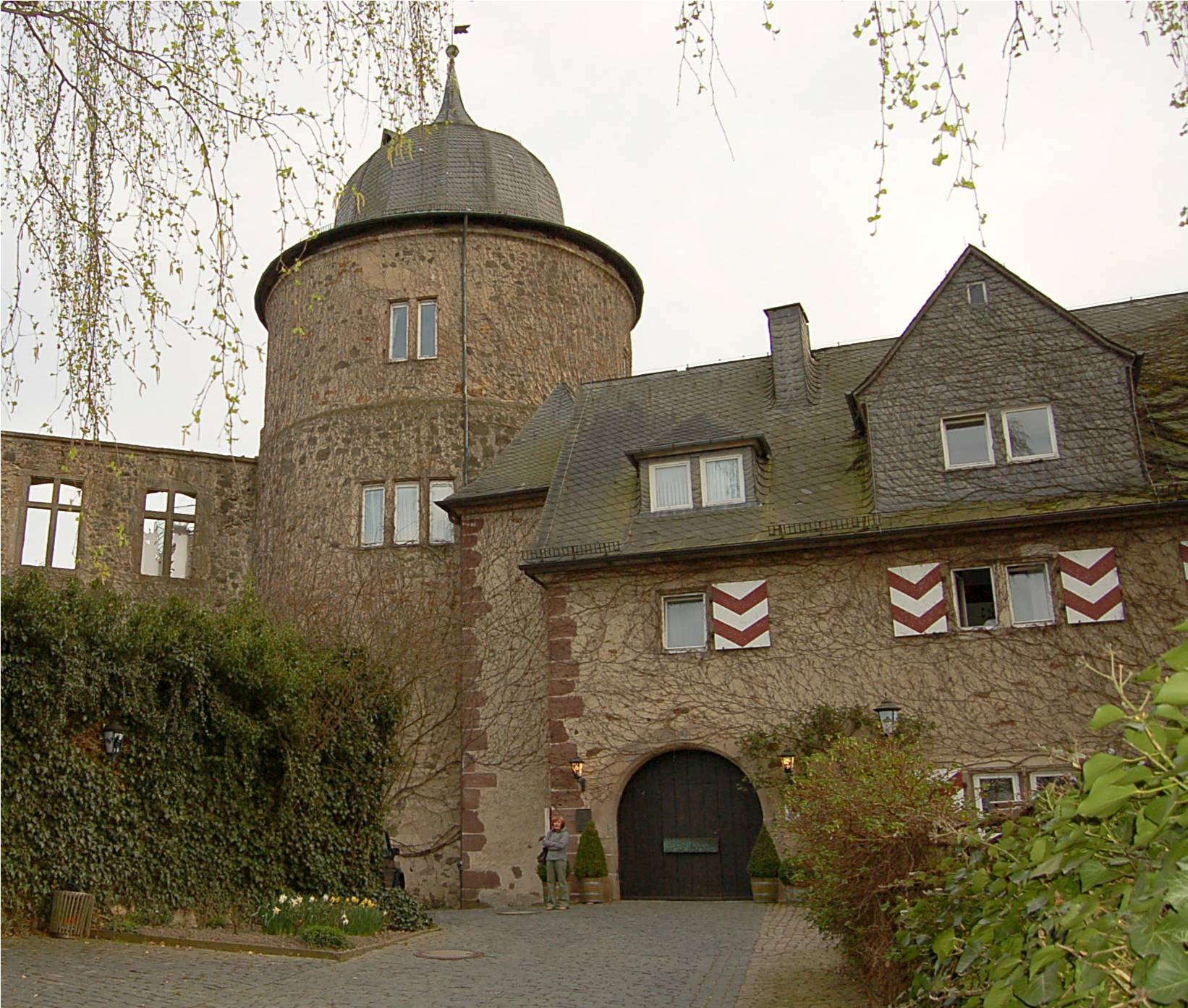
Dornröschenschloss Sababurg
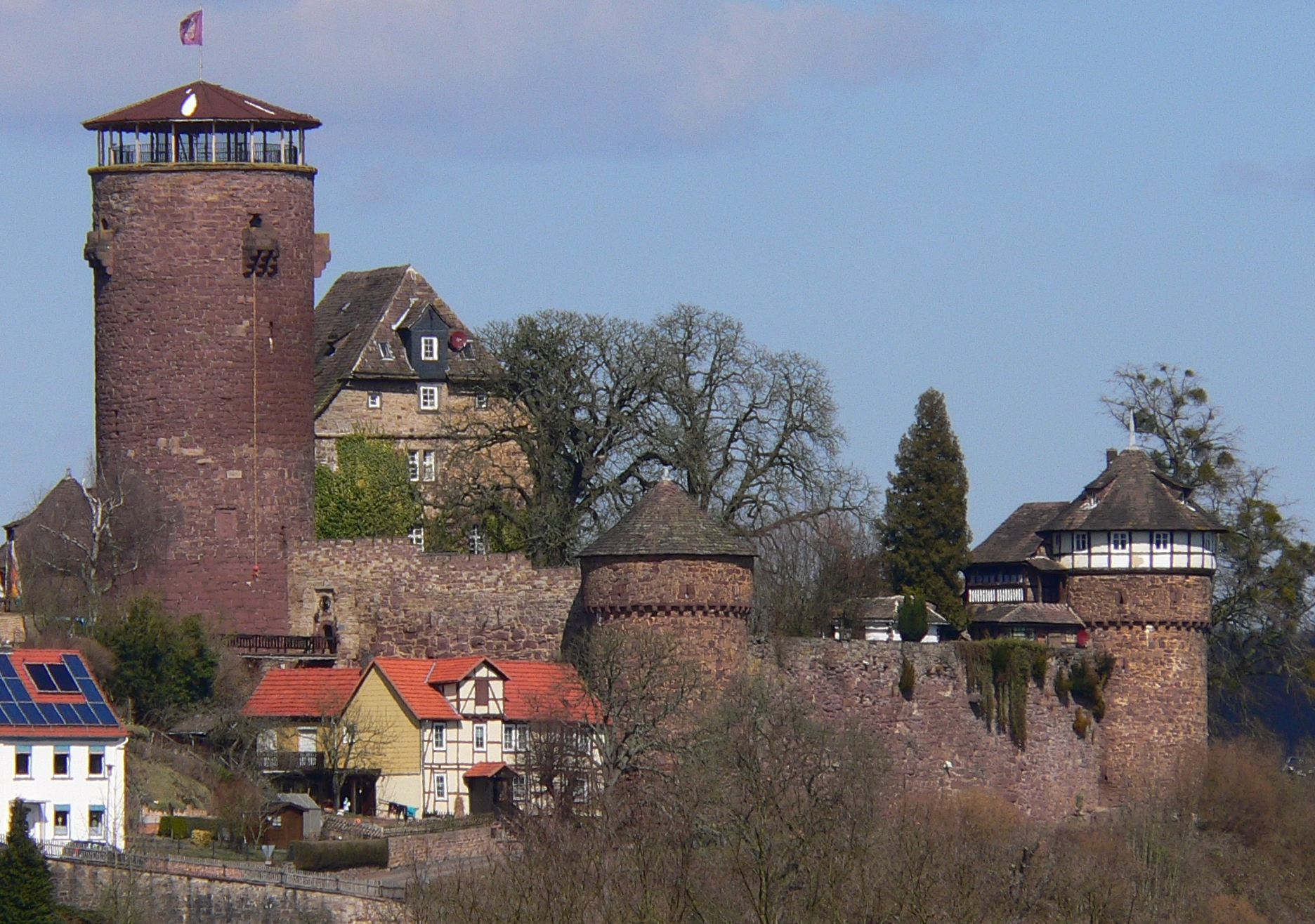
Trendelburg, Burg Trendelburg
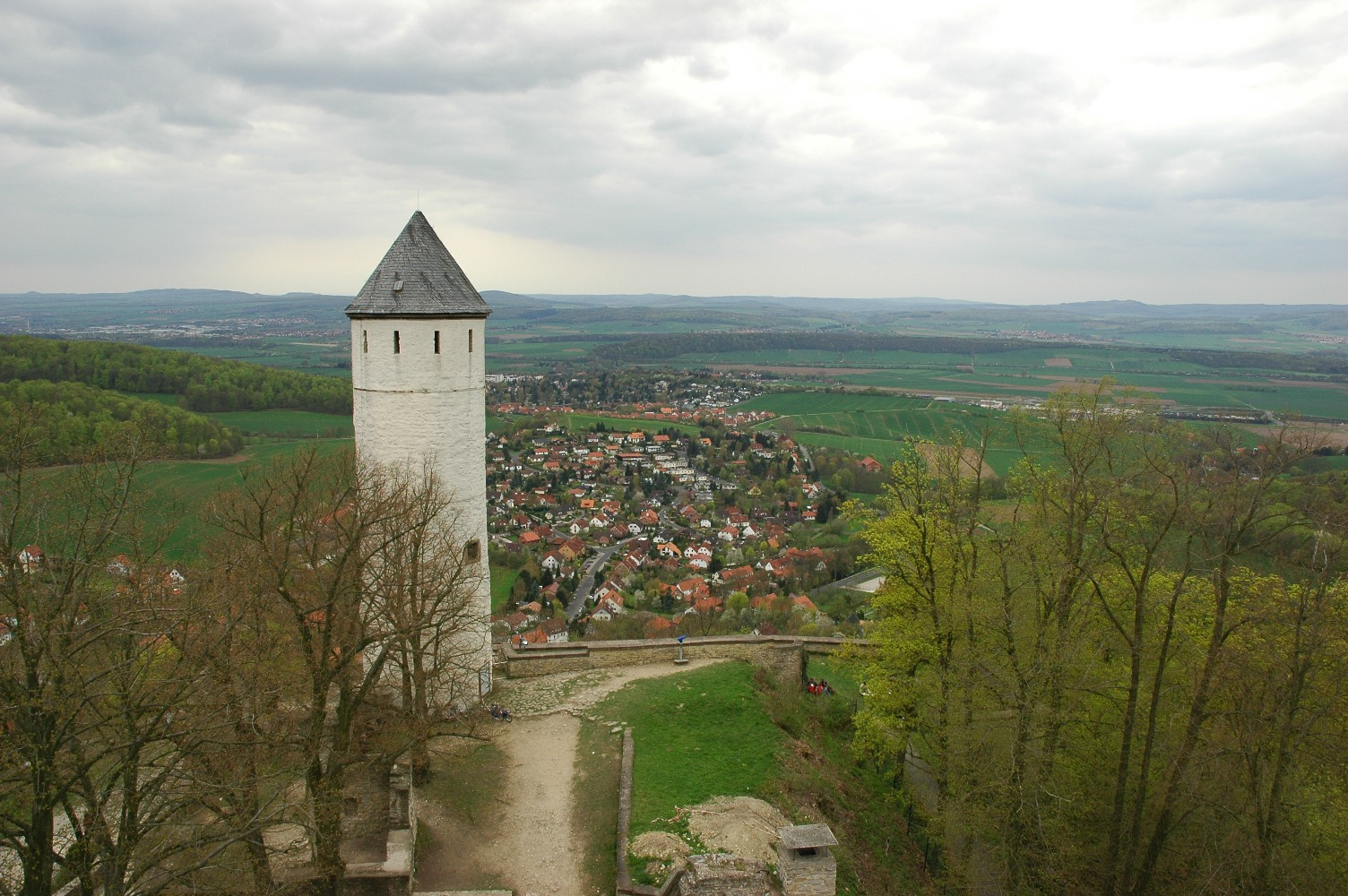
Bovenden, Burg Plesse
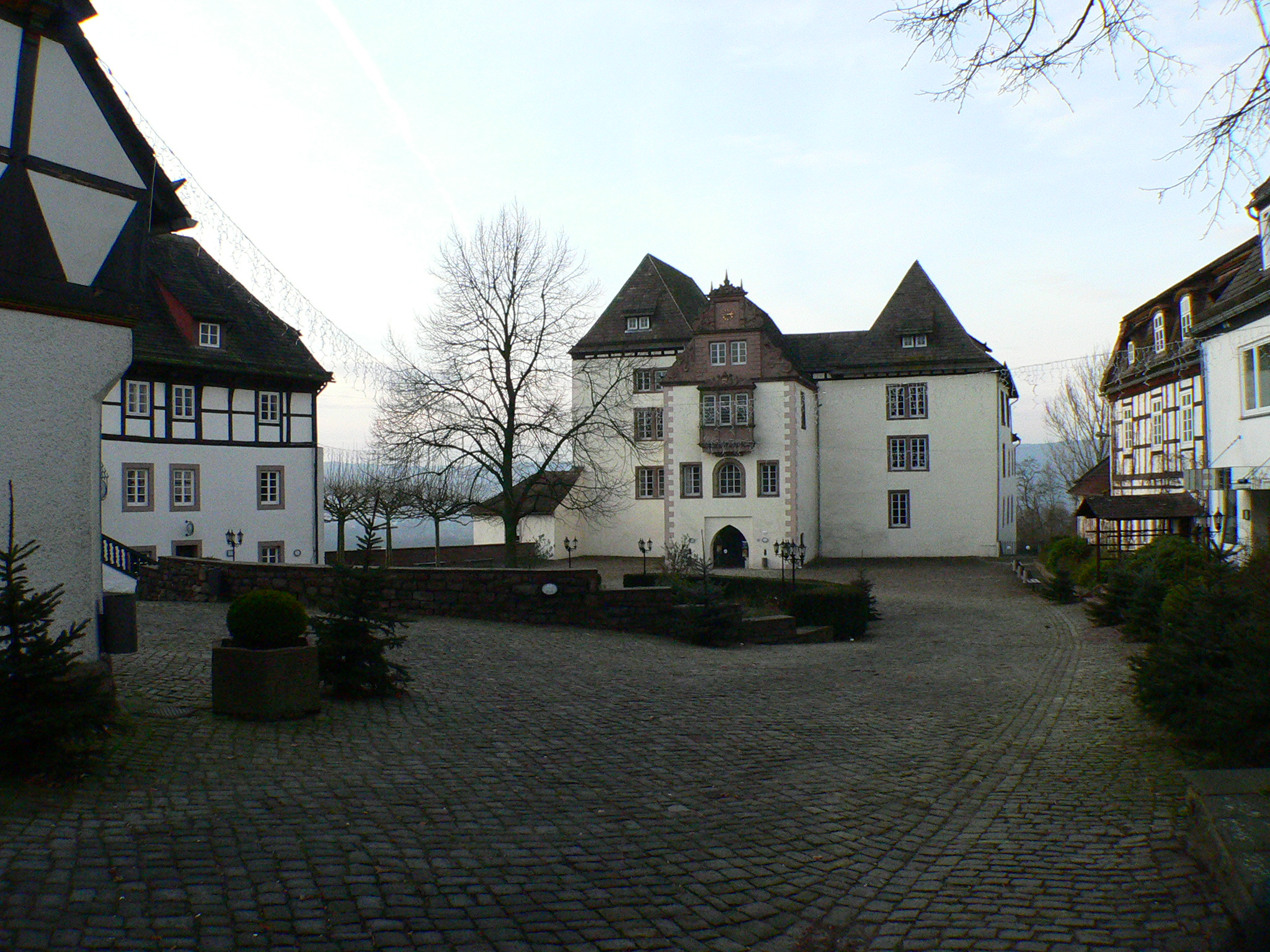
Fürstenberg (Weser), Porzellanmanufaktur Fürstenberg
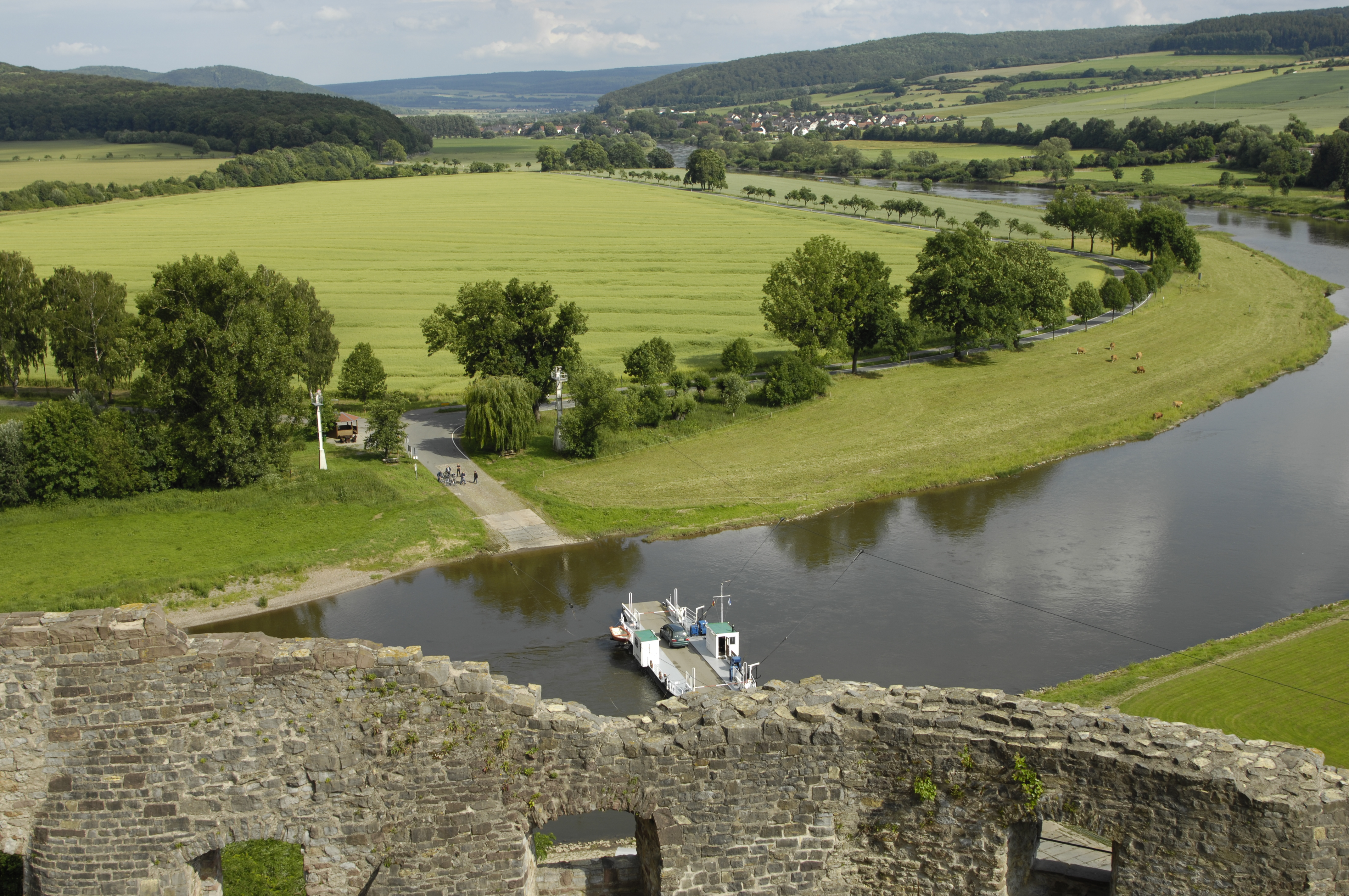
Polle, Weserbogen
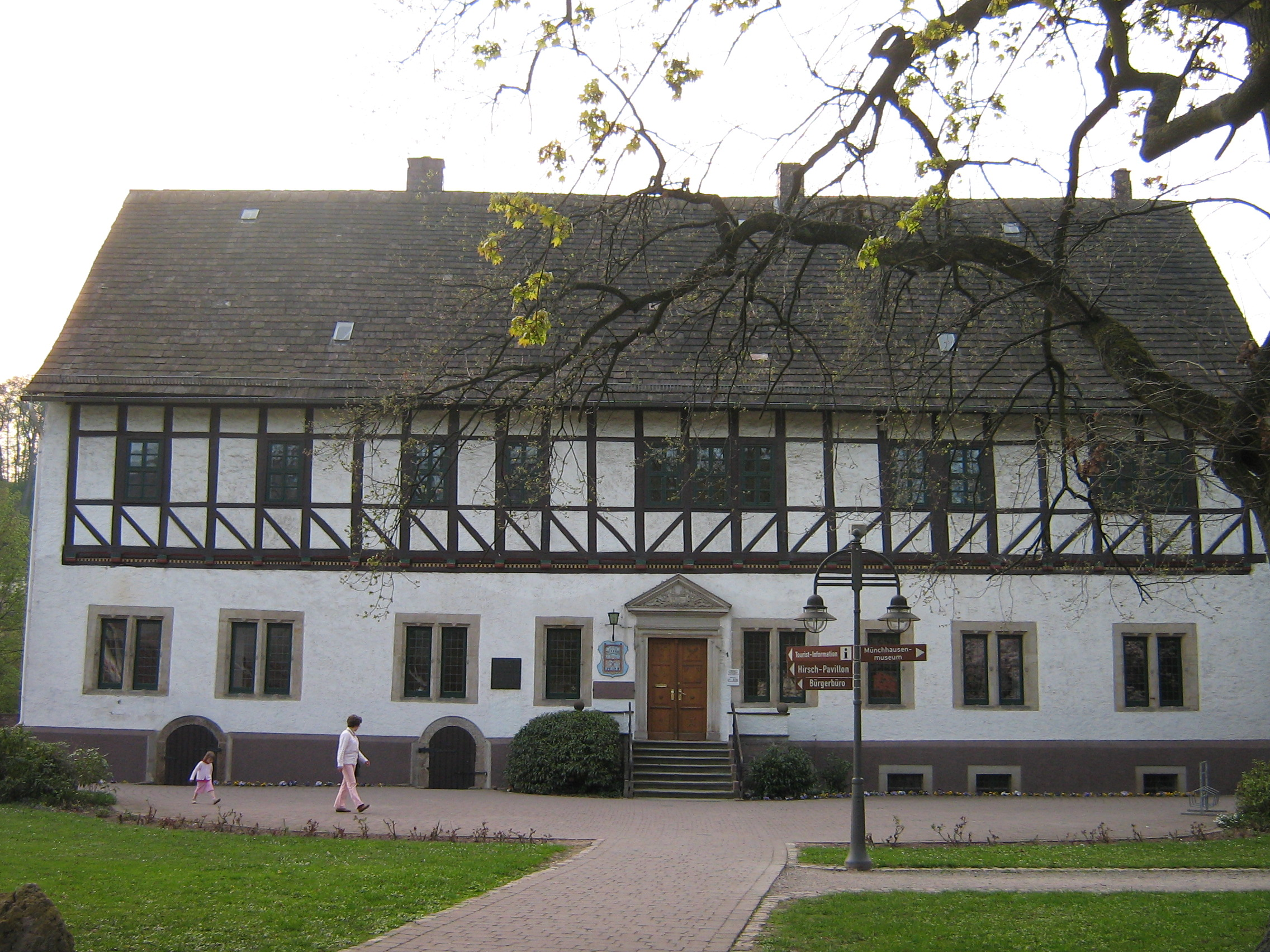
Bodenwerder, Rathaus, Geburtshaus Münchhausens
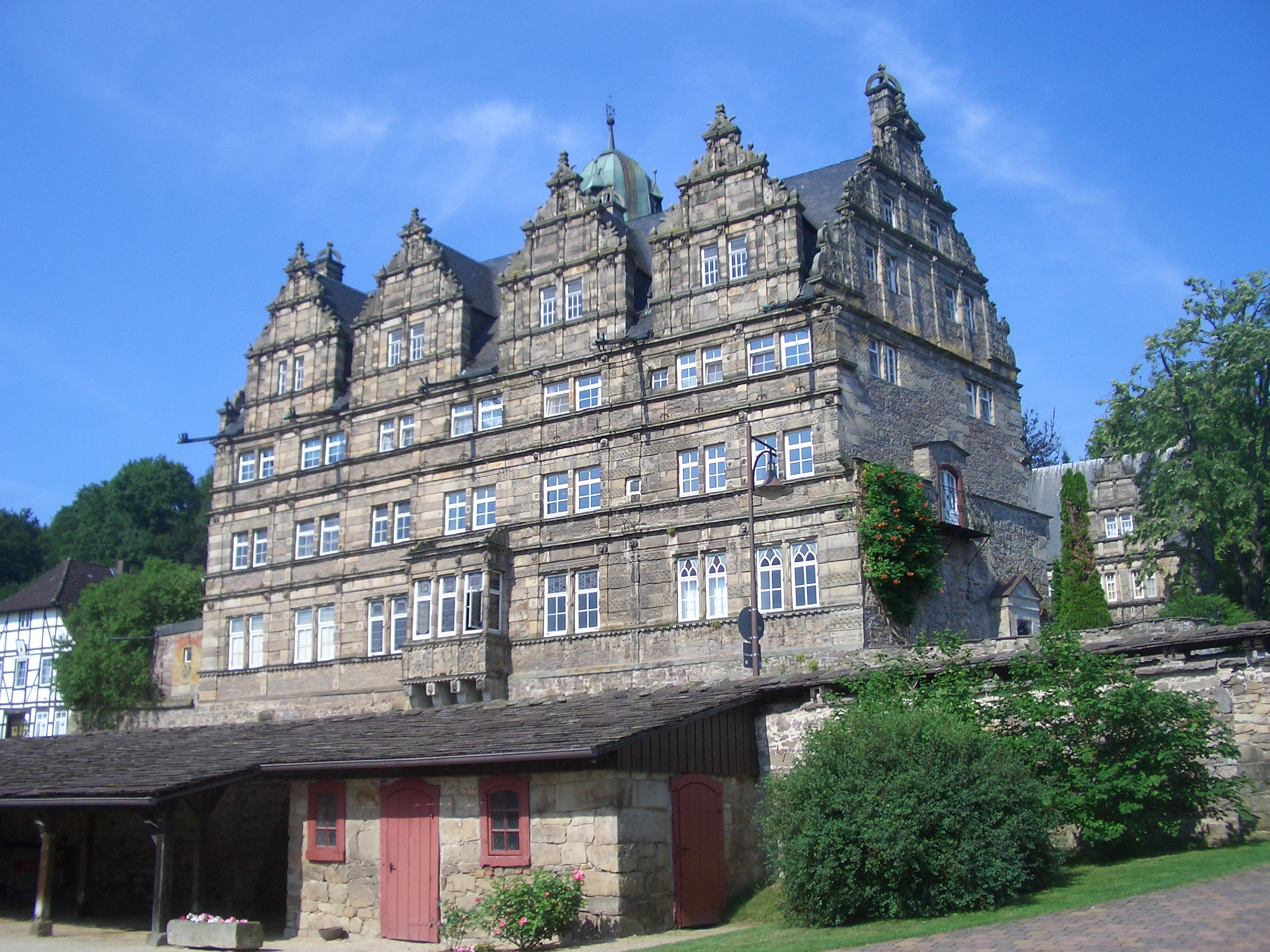
Schloss Hämelschenburg
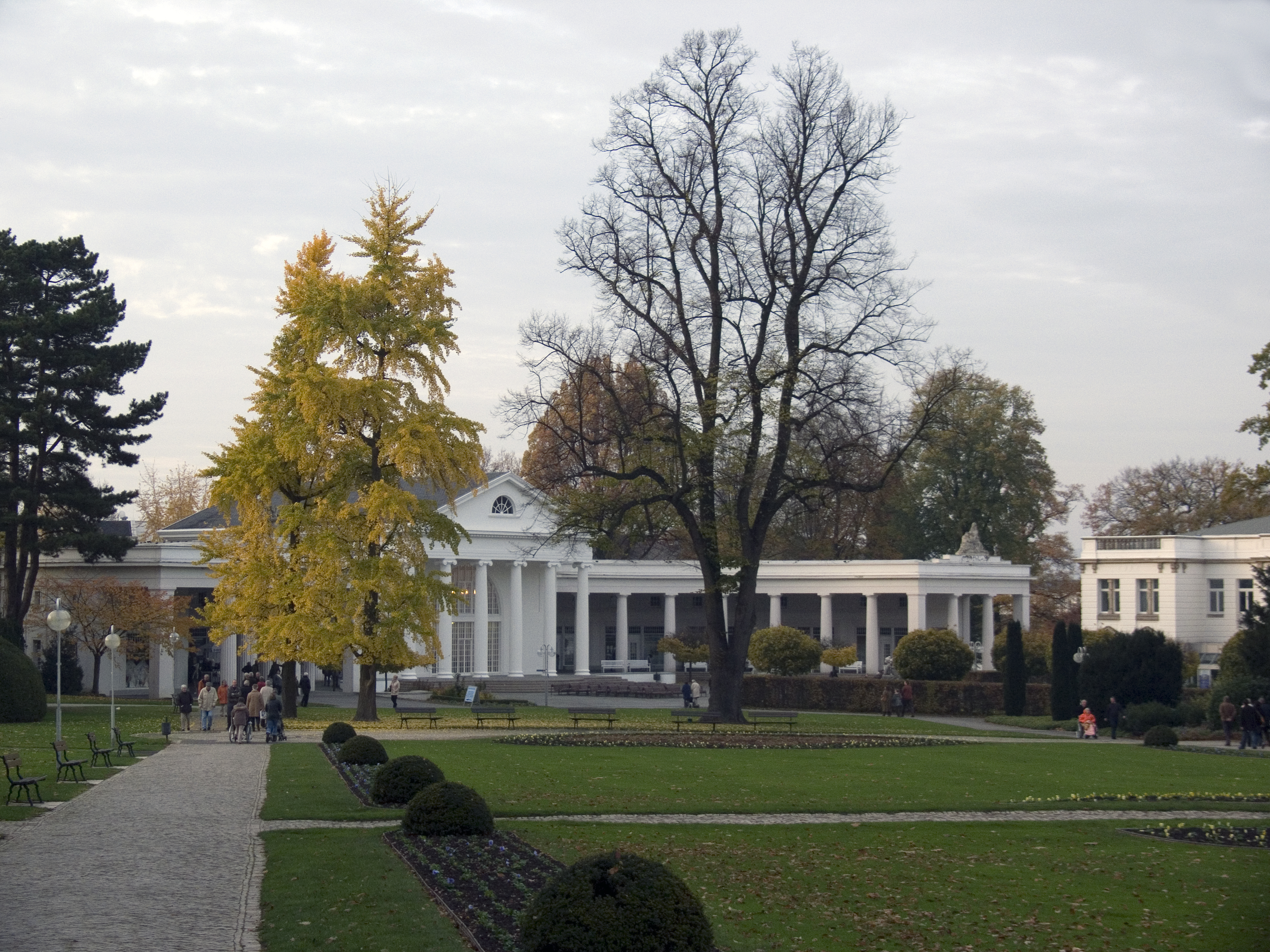
Bad Oeynhausen, Kurpark
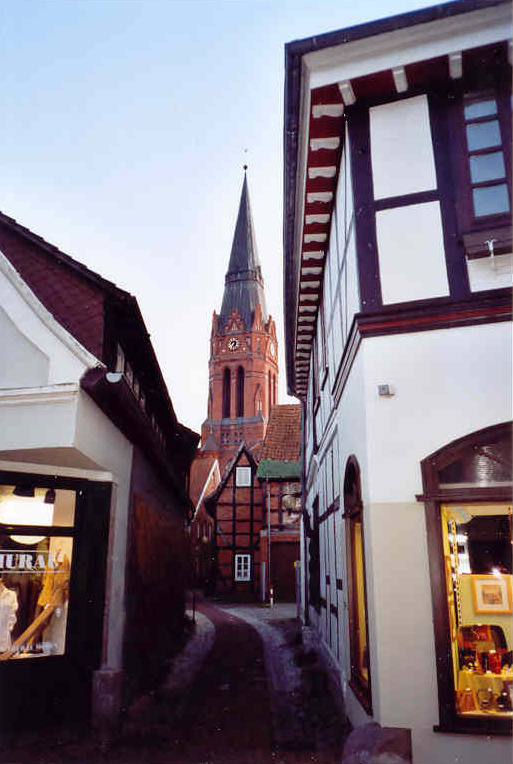
Nienburg/Weser, St. Martin
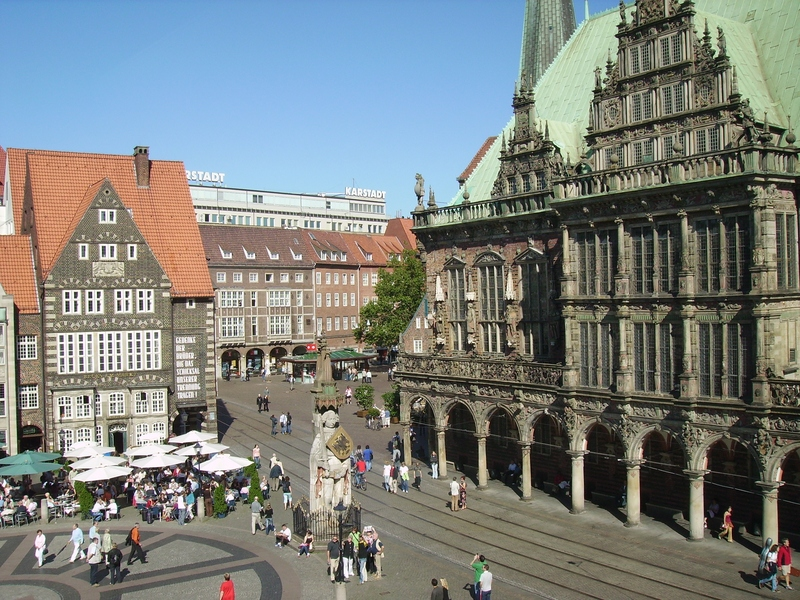
Bremen, Marktplatz mit Rathaus
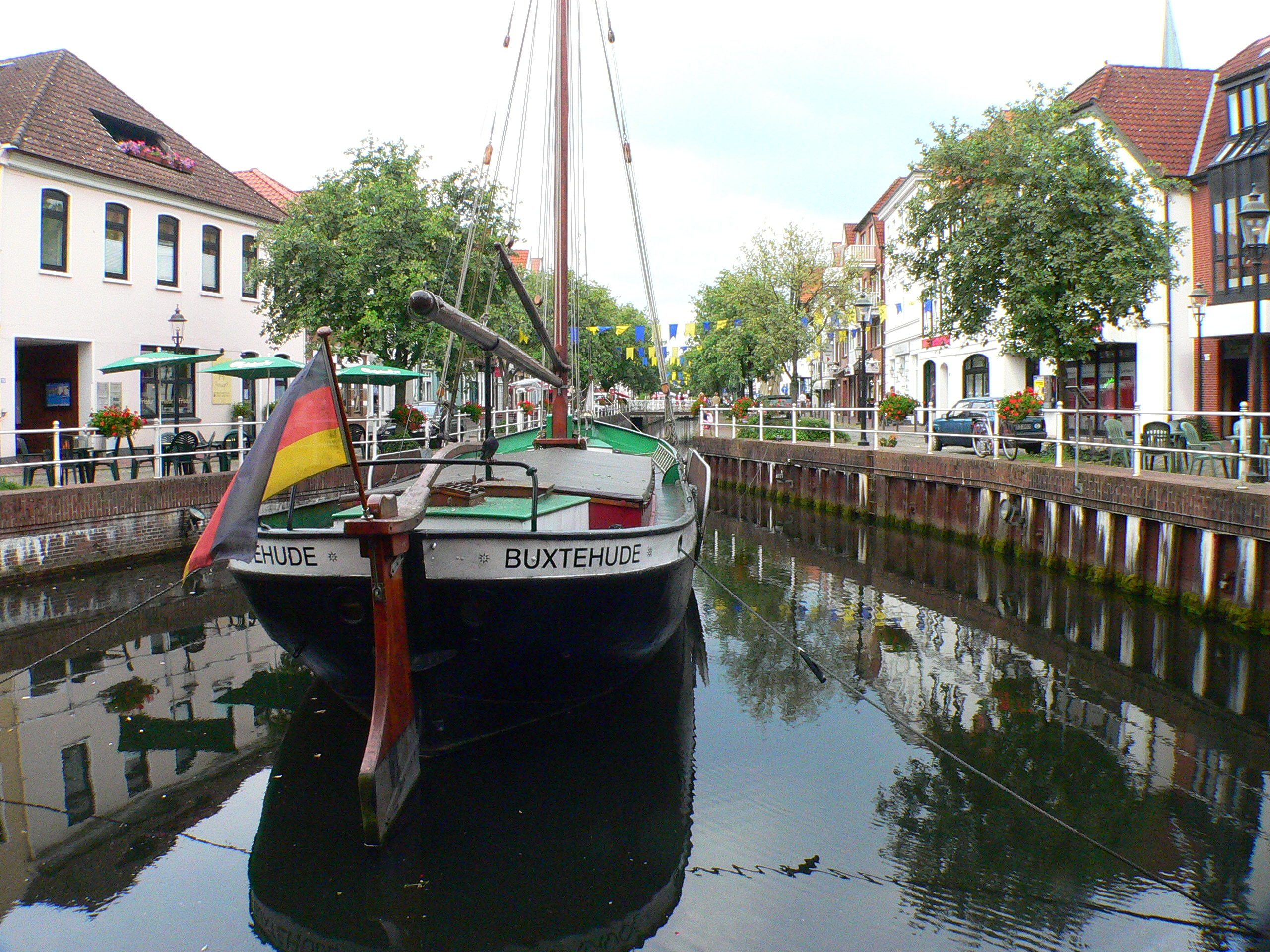
Buxtehude, Innenstadt